# Јуриј Парамошкин
Јуриј Георгијевич Парамошкин (рус. Юрий Георгиевич Парамошкин; Електростаљ, 3. новембар 1937) некадашњи је совјетски и руски хокејаш на леду који је током каријере играо на позицијама централног нападача. Заслужни мајстор спорта Совјетског Савеза од 1991. године и светски првак из 1963. године.
Највећи део играчке каријере, Парамошкин је провео у екипи из подмосковског Електростаља за коју је играо пуних 15 сезона. Највеће успехе у клупској каријери остварио је играјући за московски Динамо са којим је у два наврата освајао бронзане медаље у националном првенству. У совјетском првенству одиграо је укупно 460 утакмица и постигао 186 голова. У сезони 1960/61. проглашен је за најбољег стрелца шампионата са 23 постигнута гола. 
Као члан сениорске репрезентације Совјетског Савеза освојио је златну медаљу и титулу светског првенства на СП 1963. у Стокхолму (иако је цео турнир провео на клупи). За национални тим укупно је одиграо 15 утакмица и постигао 11 голова.